# Solonetz

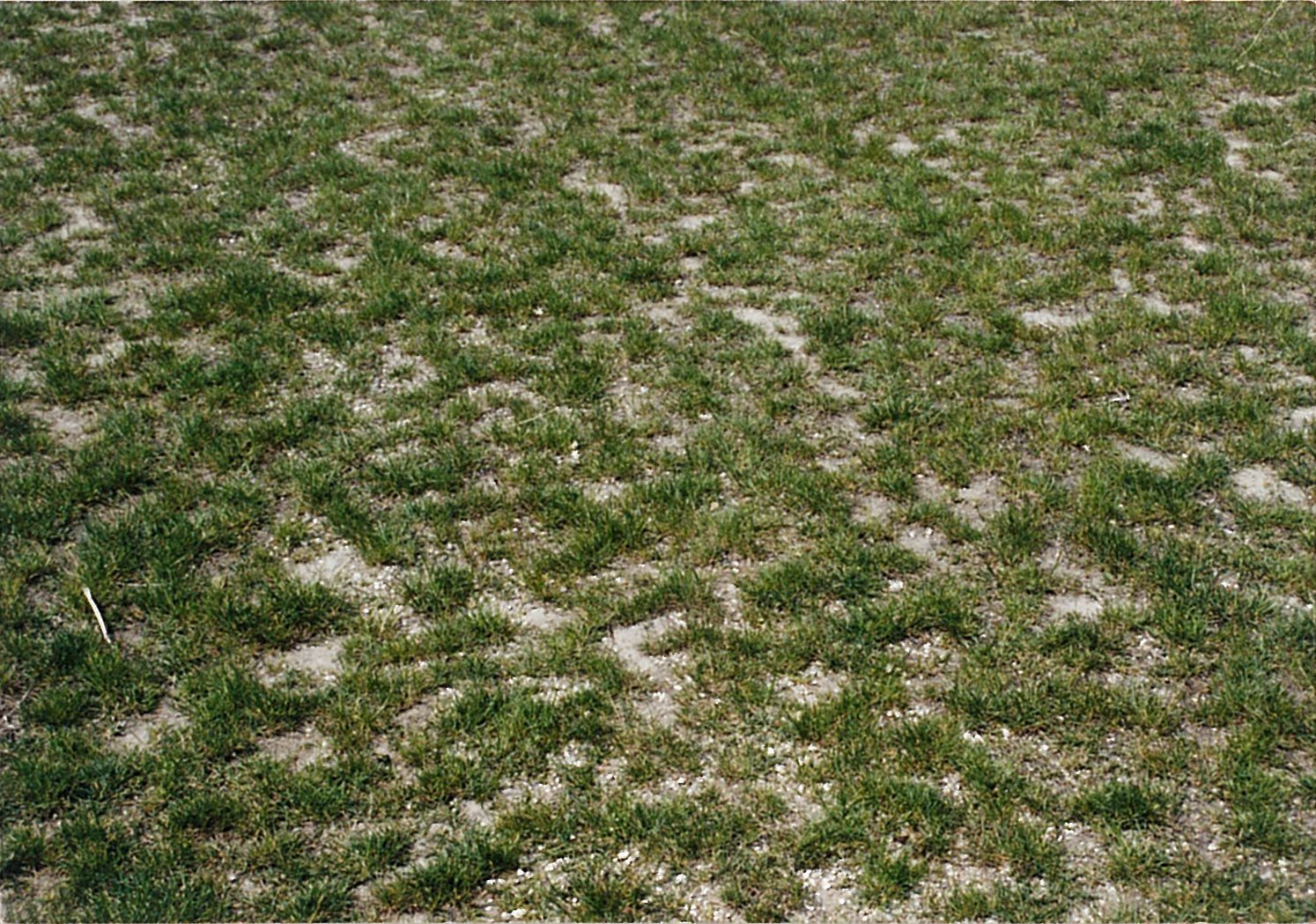
Vegetation auf einem Solonetz in Podersdorf

Solonetz (russisch Солоне́ц; Transkription Solonez; Aussprache: Solon-jetz), vielfach auch Schwarzalkaliboden, ist eine Referenzbodengruppe der World Reference Base for Soil Resources (WRB) sowie ein Bodentyp der Österreichischen Bodensystematik (ÖBS). Er ist durch Tonverlagerung sowie hohe Gehalte an austauschbarem Natrium gekennzeichnet und kommt vornehmlich in semiariden Klimaten vor.

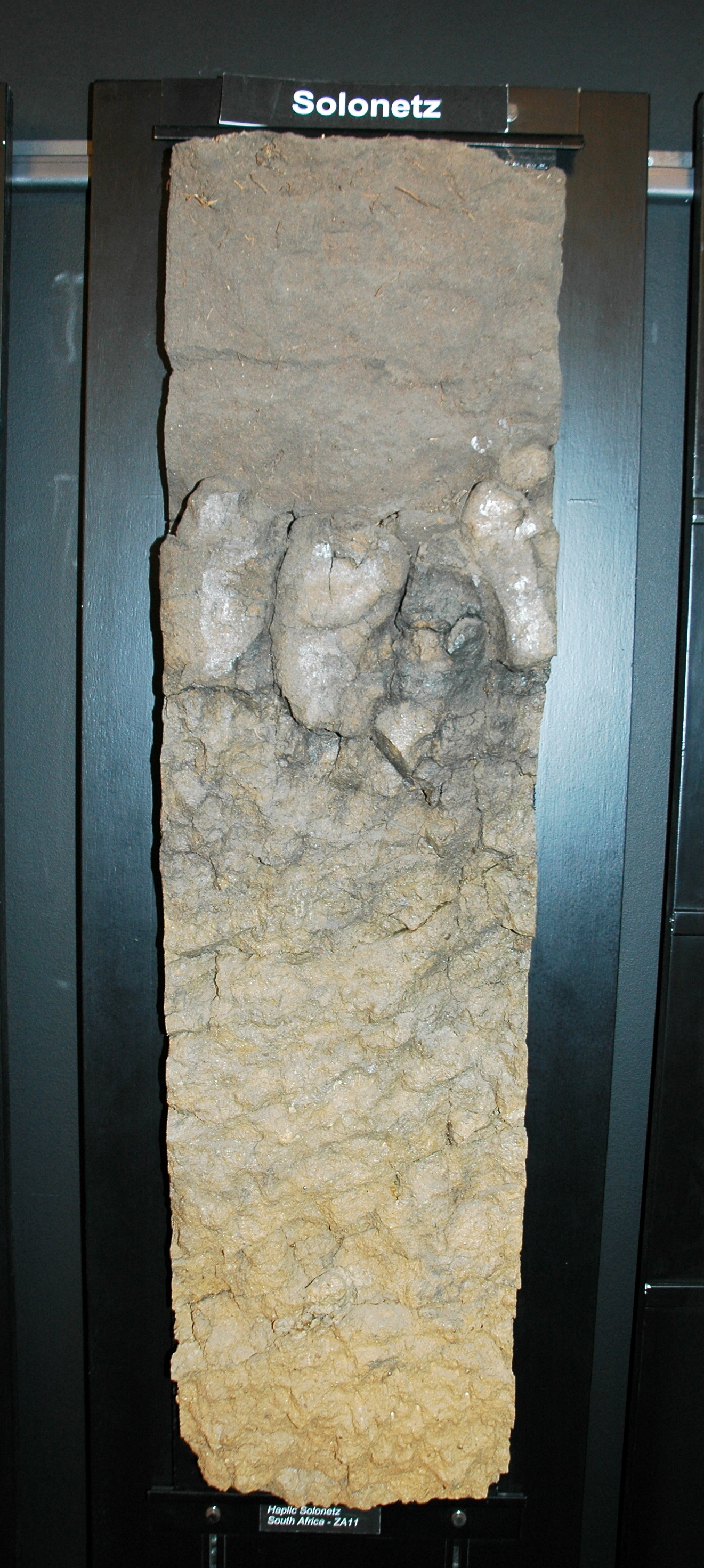
Bodenprofil eines Solonetz

## Genese und Eigenschaften
Der hohe Anteil des einwertigen Natrium an den Austauscherplätzen der Tonminerale führt zu einer verbreiteten Dispergierung der Tonminerale und zur Tonverlagerung (Lessivierung). Das wechselfeuchte Klima bewirkt eine Quellung und Schrumpfung im tonangereicherten Horizont mit Tendenz zum Prismengefüge.  Durch den hohen Natriumanteil zerfallen jedoch die Oberseiten der Prismen und runden sich ab. Das so entstandene Gefüge heißt Säulengefüge. Gemäß der 4. Auflage der WRB (Annex 3) lautet die typische Horizontfolge:
- A (oft humusarm)
- E (tonverarmter Eluvialhorizont, oft deutlich aufgehellt)
- Btn (tonangereicherter natriumreicher Illuvialhorizont: das t steht für Tonanreicherung und das n für hohe Natriumsättigung)

Der pH-Wert ist meist hoch und kann im Btn auf über 9 steigen. Mit den Tonmineralen wird meist auch etwas Humus verlagert, so dass der Btn, zumindest in seinem oberen Bereich, relativ dunkel ist. In der WRB ist der Btn-Horizont der diagnostische natric horizon. Er hat mindestens 15 % Natriumsättigung oder zumindest mehr austauschbares Natrium und Magnesium als Calcium. Es können aber auch Natriumsättigungen von 90 % vorkommen.
Die im österreichischen Seewinkel vorkommenden Solonetze haben Grundwasseranschluss. Dieser ist Bestandteil der Definition in der ÖBS. Typische Horizontfolgen sind: AE–Bh–G; A–AbegBh–G. Dabei steht das G für den Horizont im Grundwasserschwankungsbereich.

## Verbreitung und Nutzung
Das Hauptverbreitungsgebiet des Solonetz liegt östlich des Kaspischen Meeres und um den Aralsee, in Kanada, Australien und Somalia sowie in Argentinien. In diesen Ländern nimmt der Bodentyp große Flächen ein. In Europa sind nur kleine Vorkommen von Solonetzen bekannt, so etwa im Burgenland bei Podersdorf oder in Ungarn und Rumänien.
Die Böden sind im feuchten Zustand wenig wasserdurchlässig und schlecht durchlüftet, im trockenen Zustand treten häufig Schrumpfrisse und die Bildung harter Erdschollen auf. Ihre Eignung für Ackerbau ist deshalb nur gering. Häufig sind sie beweidet. Die Grundwasserabsenkung um den Aralsee begünstigte unter anderem auch die Bildung von kaum kultivierbaren Solonetzen.
Der Solonetz ist vom Solontschak (ÖBS) und dem Solonchak (WRB) zu unterscheiden. Der Solontschak ist durch relativ hohe und der Solonchak durch sehr hohe Gehalte an leichtlöslichen Salzen in der Bodenlösung definiert. Darunter sind häufig Natriumsalze. Die Definition des Solontschak verlangt ausdrücklich eine niedrige Natriumsättiung. Die Definition des Solonchak erlaubt hingegen eine hohe Natriumsättiung. Bei hohen Salzgehalten ist jedoch keine Tonverlagerung möglich. Zeigen Solonetze hohe Salzgehalte, so bedeutet dies, dass in ihnen die Tonverlagerung zum Stillstand gekommen ist. Im Schlüssel der WRB hat der Solonetz Priorität vor dem Solonchak.